# Steve Konowalchuk
Steven Reed „Steve“ Konowalchuk (* 11. November 1972 in Salt Lake City, Utah) ist ein ehemaliger US-amerikanischer Eishockeyspieler und -trainer sowie derzeitiger -scout, der im Verlauf seiner aktiven Karriere zwischen 1990 und 2006 unter anderem 840 Spiele für die Washington Capitals und Colorado Avalanche in der National Hockey League auf der Position des linken Flügelstürmers bestritten hat. Seinen größten Karriereerfolg feierte Konowalchuk im Trikot der Nationalmannschaft der Vereinigten Staaten mit dem Sieg beim World Cup of Hockey 1996. Anschließend war er in der NHL als Assistenztrainer bei der Colorado Avalanche sowie bei den Anaheim Ducks tätig.

## Karriere

### Spielerkarriere
Konowalchuk begann seine aktive Laufbahn bei den Prince Albert Midget Raiders, für die er von 1989 bis 1990 in der Saskatchewan Midget Hockey League aktiv war. Anschließend ging der Angreifer die folgenden zwei Jahre für die Portland Winter Hawks aufs Eis, bei denen er in der Western Hockey League auflief. Nachdem er in seiner ersten Saison in 72 Partien insgesamt 92 Punkte erzielte, gelangen ihm im Folgejahr dank einer Leistungssteigerung 113 Scorerpunkte in 70 WHL-Spielen. Als Folge wurde er ins WHL First All-Star Team gewählt. Während dieser Zeit wurde Konowalchuk beim NHL Entry Draft 1991 in der dritten Runde an insgesamt 58. Position von den Washington Capitals ausgewählt. In derselben Saison stand er außerdem für die Baltimore Skipjacks, dem damaligen Farmteam der Washington Capitals, in der American Hockey League im Einsatz.
Die Saison 1992/93 verbrachte der Offensivspieler sowohl im Team der Washington Capitals in der National Hockey League als auch bei den Baltimore Skipjacks in der AHL und absolvierte dabei 38 Partien für die Mannschaft aus Washington und 37 Spiele für die Skipjacks. In der folgenden Saison gelang Konowalchuk endgültig der Sprung in die NHL, als er in 73 Partien im Einsatz stand und 27 Punkte verbuchte. In den folgenden Jahren zählte der Angreifer zu den Leistungsträgern der Mannschaft, nach dem Karriereende der erfahrenen Dave Poulin und Dale Hunter nahm Konowalchuk eine Führungsposition im Team ein.
Obwohl er mit den Capitals sieben Mal die Play-offs erreichte, überstand er mit der Mannschaft nie die zweite Runde. Konowalchuk begann die Saison 2001/02 als Mannschaftskapitän und gab dieses Amt kurz darauf an Brendan Witt ab, nachdem er am 16. Oktober 2001 in der Partie gegen die Los Angeles Kings eine Schulterverletzung erlitten hatte. Dadurch fiel er den Großteil der Saison aus und absolvierte lediglich 28 Spiele, in denen ihm 14 Scorerpunkte gelangen. Am 22. Oktober 2003 wurde er im Tausch zusammen mit einem Draftpick für die dritte Runde im NHL Entry Draft 2004 für Bates Battaglia und Jonas Johansson nach Denver zur Colorado Avalanche transferiert.
In seiner ersten Saison für die Avalanche erzielte er in 87 Partien insgesamt 43 Punkte. Nachdem die ausgefallene Saison 2004/05 dem Lockout zum Opfer gefallen war, zog er sich am 21. November 2005 in der Partie gegen die Calgary Flames eine Verletzung am Handgelenk zu, die ihn für mehrere Monate außer Gefecht setzte. Bis zum Saisonende standen 23 Einsätze, sechs Tore und neun Assists für Konowalchuk zu Buche.
Nachdem bei dem Angreifer das Long-QT-Syndrom diagnostiziert wurde, gab Steve Konowalchuk am 29. September 2006 seinen Rücktritt vom aktiven Sport bekannt.

#### International
Konowalchuk vertrat sein Heimatland bei diversen internationalen Turnieren. Er nahm mit der US-amerikanischen Eishockeynationalmannschaft am World Cup of Hockey 1996 sowie an den Eishockey-Weltmeisterschaften 2000 und 2002 teil. Außerdem war er Mitglied der US-amerikanischen Auswahl, die bei der Junioren-Weltmeisterschaft 1992 die Bronzemedaille gewann.

### Trainerkarriere
Von 19. Juni 2009 bis zum Saisonende 2010/11 war er in Colorado Assistenztrainer von Joe Sacco. Am 16. Juni 2011 wurde Konowalchuk als Cheftrainer der Seattle Thunderbirds aus der Western Hockey League vorgestellt. In der Saison 2016/17 gewann er mit den Thunderbirds die Meisterschaft der WHL und somit den Ed Chynoweth Cup. Wenig später wurde er als neuer Assistenztrainer der Anaheim Ducks vorgestellt und kehrte somit ins NHL-Geschäft zurück. Bereits nach einer Saison wurde er im Juni 2018 jedoch wieder entlassen.
Seit der Saison 2018/19 ist er als Scout bei den New York Rangers aus der NHL angestellt.

## Erfolge und Auszeichnungen
- 1992 WHL First All-Star Team
- 1992 WHL Player of the Year
- 1992 CHL Second All-Star Team

### International
- 1992 Bronzemedaille bei der Junioren-Weltmeisterschaft
- 1996 Goldmedaille beim World Cup of Hockey

## Karrierestatistik

### International
Vertrat die USA bei:
| - Junioren-Weltmeisterschaft 1992 - World Cup of Hockey 1996 - Weltmeisterschaft 2000 | - Weltmeisterschaft 2002 - World Cup of Hockey 2004 |

(Legende zur Spielerstatistik: Sp oder GP = absolvierte Spiele; T oder G = erzielte Tore; V oder A = erzielte Assists; Pkt oder Pts = erzielte Scorerpunkte; SM oder PIM = erhaltene Strafminuten; +/− = Plus/Minus-Bilanz; PP = erzielte Überzahltore; SH = erzielte Unterzahltore; GW = erzielte Siegtore; 1 Play-downs/Relegation; Kursiv: Statistik nicht vollständig)